# 조작적 정의
조작적 정의(操作的 定義, operational definition)는 사물 또는 현상을 객관적이고 실험적으로 기술하기 위한 정의이다. 대개는 절차적 과정순서와 수량화할 수 있는 내용으로 만들어진다.

## 개요
조작적 정의란 개념은 1946년 노벨 물리학상을 수상한 퍼시 윌리엄스 브리지먼이 처음으로 제안하였다. 조작적 정의의 필요성은 과학에서 사용되는 여러 개념들이 오랫동안 사용되어온 관습적인 용례와 더 이상 일치하지 않는 사례들이 발생하였기 때문이다. 예를 들어, 오랫동안 절대적인 불변량으로 받아들여져 왔던 시간이나 공간은 일반 상대성 이론이 발표된 다음부터 더 이상 종래의 개념을 유지하지 못하게 되었다. 즉, 일반 상대성 이론에서 시공간은 중력과 같은 다른 물리량에 의해 변화한다. 이 때문에 과학에서는 다루고자 하는 개념을 경험적으로 측정할 수 있도록 하는 조작적 정의를 사용하게 되었다. 조작적(操作的)이라는 말은 operational을 번역한 것으로 대상을 객관적인 실험적 절차로 다룰 수 있도록 서술한다는 의미를 갖고있다. 조작적 정의는 주어진 연구의 맥락 속에서 그 개념이 무엇을 의미하는지를 명백하게 드러냄으로써 다른 동료 및 전문가들의 검증뿐만아니라 그 연구 자체의 타당성을 신뢰받음으로써 그 연구와 관련된 다른 연구자들의 연구설계가 가능할 수 있는 장점이 있다.
자연과학에서 먼저 사용되기 시작한 조작적 정의는 경제학, 교육학, 심리학 등 여러 사회과학에도 도입되었다.

## 사례
조작적 정의는 실천적 행동과 관찰 또는 조작할 내용이 명확히 표기되어야 한다. 예를 들면,
- 산소는 그것이 들어 있는 용기에 꺼져가는 성냥개비를 넣으면(실천적 행동) 불꽃이 다시 일어나게 하는(관찰할 내용) 기체이다.[4]
- 사회경제적 지위(socioeconomic status, SES)를 조사하고자 한다면, 연구에서 SES를 단지 '소득과 교육수준을 합친 것'으로 구체화할 수 있다. 하지만 이런 결정은 SES의 다른 측면들인 직업지위, 자산, 가문 등을 무시하게 된다. 따라서 조사결과는 SES의 정의가 이 연구에서 확인하려는 목적에 유용한 경우에만 활용되는 것이다. 즉, SES의 개념은 이 연구에서 어떻게 조작적 정의하느냐에 따라 달라지게 된다.[3]

실제 과학적 방법을 이용한 연구에서는 위의 필수 요소 외에도 측정 수단과 방법이 명기되어야 한다. 특히 사회 과학에서는 측정 수단에 따라 신뢰도와 타당도가 다르므로 측정 수단의 신뢰 수준 등도 함께 밝혀야 한다.

## 같이 보기
- 독립변인
- 구성개념